# Petite rivière au Bouleau
Petite rivière au Bouleau är ett vattendrag i Kanada.   Det ligger i provinsen Québec, i den östra delen av landet, 900 km nordost om huvudstaden Ottawa.
I omgivningarna runt Petite rivière au Bouleau växer i huvudsak barrskog. Trakten runt Petite rivière au Bouleau är nära nog obefolkad, med mindre än två invånare per kvadratkilometer.